# NGC 791
NGC 791 é uma galáxia elíptica (E) localizada na direcção da constelação de Pisces. Possui uma declinação de +08° 29' 59" e uma ascensão recta de 2 horas, 1 minutos e 44,2 segundos.
A galáxia NGC 791 foi descoberta em 3 de Dezembro de 1861 por Heinrich Louis d'Arrest.